# Jack Starrett
Jack Starrett (2 de noviembre de 1936-27 de marzo de 1989) fue un actor y director de cine estadounidense.

## Vida y carrera
Jack Starrett, que nació como Claude Ennis Starrett Jr., nació en Refugio, Texas. Al principio Starrett trabajó como un trabajador de petróleo antes de irse a Hollywood. 
Él tenía su primera aparición como actor en la película De tal Padre tal Hijo (1961). También tuvo otras actuaciones, como en la clásica Parodia de Western Blazing Saddles desde 1974. También apareció acreditado bajo su nombre de nacimiento Claude Ennis Starrett Jr en parte de sus películas.  Conocido se volvió en 1982 a través de su papel como brutal ayudante del Sheriff en la película Rambo (1982). Starrett tuvo apariciones secundarias en series populares de los Estados Unidos como Hunter, El Equipo A y Knight Rider. Actuó como actor hasta el final de su vida.
Durante su carrera en Hollywood él fue más tarde como director de cine. Su primer trabajo fue Run, Angel, Run (1969). Hasta 1982 él fue activo como director de cine y terminó esta parte de su carrera con la película Escape en neumáticos calientes (1982), estando también activo como director para televisión.
Starrett murió a la edad de 52 años por insuficiencia renal en Sherman Oaks, California. Durante su vida él estaba casado con Valerie Starrett y tuvo una hija, Jennifer Starrett, que también fue activa como actriz.

## Filmografía
Director
- 1969: Run, Angel, Run
- 1970: Maldito degenerado, perdido de The Losers (Nam's Angels)
- 1970: El Grito, si vamos a reventar! (Cry Blood, Apache)
- 1970: Escapada a San Diego (Hight Chase)
- 1972: Slaughter
- 1973: Un Caso de Cleopatra Jones (Cleopatra Jones)
- 1975: Cuatro en el frenético ataúd / Vacaciones en el Infierno (Race with the Devil)
- 1976: La hora de caza en Texas (A Small Town en Texas)
- 1977: La pista del escorpión (Nowhere to Hide)
- 1977: El grande de la oscuridad - Parte 3 (Final Chapter: Walking Tall)
- 1979: Los Scouts / Señor Horn Su camino a la horca (Señor Horn)
- 1982: Vuelo en neumáticos calientes (Kiss My Grits)

Actor
- 1961: Como padre como hijo (Like Father, Like Son) - Director:Tom Laughlin
- 1967: Nacidos para perder (The Born Losers) - Director: Tom Laughlin
- 1974: Locura en el oeste (Blazing Saddles) - Diriector: Mel Brooks
- 1982: Rambo (First Blood) - Director: Ted Kotcheff
- 1982: Knight Rider (Season Two's K. I. T. T. The Cat)
- 1984: La gente en el río (The River) - Director por Mark Rydell
- 1987: Como padre, como hijo (Like Father Like Son) - Director: Rod Daniel
- 1988: Chase - Juego Mortal (Death Chase) - Director: David A. Prior
- 1989: Nightwish - Fuera de control (Nightwish) - Director: Bruce R. Cook
- 1989: Perseguido 24 horas (Brothers in Arms) - Director: George Bloom